# Szigeti László (politikus)
Szigeti László (Búcs, 1957. augusztus 3. – 2022. február 2.) szlovákiai magyar politikus, középiskolai tanár. A Magyar Koalíció Pártja oktatásügyi és kulturális alelnöke, valamint országos elnökségének tagja. A Szlovákiai Magyar Pedagógusok Szövetségének alelnöke. 2006-ban  Szlovákia oktatásügyi minisztere volt.

## Pályafutása
Felsőfokú tanulmányait Pozsonyban a Comenius Egyetem bölcsészkarán végezte, ahol 1981-ben matematika-földrajz szakos tanári diplomát szerzett. 1981-től 1990-ig középiskolai tanár, 1990-től 1995-ig gimnáziumi igazgató volt Párkányban, ahol haláláig élt. 1993-ban tagja lett a Magyar Kereszténydemokrata Mozgalomnak. 1994-ben e párt színeiben került be a szlovák országgyűlésbe. 1998 és 2010 között a Magyar Koalíció Pártjának parlamenti képviselője volt. 1998 és 2002 között oktatásügyi államtitkár, 1998-tól az MKP oktatáspolitikai alelnöke, oktatáspolitikai tanácsának elnöke, és a Szlovákiai Magyar Pedagógusok Szövetségének alelnöke. 2006. február 8. és július 4. között Szlovákia oktatásügyi minisztere volt.

## Elismerései
- 2001 a Magyar Köztársasági Érdemrend tisztikeresztje
- 2022 Magyar Művészetért díj (posztumusz)[4]